# Gabe Newell
Gabe Logan Newell (* 3. listopadu 1962) je spoluzakladatel a ředitel společnosti Valve Corporation.

## Život
Poté, co ukončil studium na Harvardově univerzitě, strávil Newell třináct let prací pro Microsoft, kde se stal milionářem. Newell popisuje sám sebe jako „tvůrce prvních tří vydání Windows“. Inspirován Michaelem Abrashem, který opustil Microsoft kvůli práci na počítačové hře Quake u id Software, Newell a další zaměstnanec Microsoftu Mike Harrington opustili v roce 1996 firmu – dvojice založila Valve Corporation a do vývoje své první hry Half-Life vložila své naspořené peníze. Během produkce Half-Life 2 se Newell na několik měsíců zaměřil na nový projekt, distribuční systém Steam. Největšího jmění však nabyl po uvedení hry Counter Strike: Global Offensive.
Je ženatý s Lisou Newellovou a má dva syny. Spolu s rodinou žije na Long Beach.

## Úspěchy
V prosinci 2010 Forbes pojmenoval Newella jako „jméno, které byste měli znát“, a to především pro jeho práci na Steamu, která má partnerství s několika významnými vývojáři. V roce 2013 byl přidán do Síně slávy Akademie interaktivních umění a věd. V březnu 2013 získal Newell cenu BAFTA Fellowship Award za příspěvky do odvětví videoher. V říjnu 2017 Forbes zařadil Newella mezi 100 nejbohatších lidí ve Spojených státech s odhadovaným čistým jměním 5,5 miliardy USD.